# Asopo
Na mitologia grega Asopo é o nome de vários personagens, alguns deles sendo deus-rios da Grécia.

## Pai de Egina
Quando Egina foi raptada por Zeus, Asopo, a procurando, chegou a Corinto, e descobriu de Sísifo que o raptor era Zeus. Asopo tentou seguir Zeus, mas este usou seus raios e forçou Asopo a retornar às suas correntes normais. Sísifo, por ter informado Asopo, foi parar no submundo, onde sofre o castigo conhecido como o trabalho de Sísifo[carece de fontes?]. Egina, por sua vez, foi levada à ilha de Oenone, que passou a se chamar Egina.
Ele é um filho de Oceano e Tétis.

## Outras versões
Existem outras versões sobre Asopo, possivelmente se referem a outros rios de mesmo nome:
- Filho de Pero e Posidão, segundo Acusilau[1]
- Filho de Zeus e Eurínome, segundo alguns autores não mencionados[1]
- Filho de Posidão e Celusa (Kelousa) [5]

A personagens de nome Asopo são atribuídos várias filhas e alguns filhos:
- Com Metope, filha do deus-rio Ladão, dois filhos, Ismeno e Pelagon, e vinte filhas, dentre as quais Egina[1][6] e Salamis[7]
- Corcyra [6]
- Nemea [8]
- Possivelmente Cleone[9], Thebe [6], Antíope, mãe de Anfião e Zeto[10]